# Гръцки македонски юмрук
Гръцкият македонски юмрук (на гръцки: Ελληνική Μακεδονική Πυγμή) е паравоенна гръцка организация, чиято основна цел е да се противопостави на въоръжените чети на Вътрешната македонска революционна организация в Егейска Македония. Създадена е от Главното командване на гръцката армия през 1925 година, след като ВМРО е унищожила федералистките чети, начело на които е стоял, подкрепяният от Гърция и Кралска Югославия, Тодор Паница. Оглавена е от капитан Стефос Григориу и общият брой на въоръжените сили възлиза на 15 800 души.
Успоредно с Гръцкия македонски юмрук в Югославия Върховното командване на сръбската война и Министерството на вътрешните работи създават подобна организация със същите цели наречена Сдружение против българските бандити. За целта във Вардарска Македония са въоръжени 60 000 колонисти и са разположени 35 000 жандармеристи, редовни войски и контрачети. Съставени са няколко андартски чети, обявени за „федералистки“, на Ангел Димков и Кирил Петков в Сярско, на Георги Манолов в Солунско и по една в Костурско и Воденско.
За да осъществи основните си цели Гръцкия македонски юмрук налага следните заповеди на населението в Егейска Македония с „Възванието към македонския народ“ от 27 януари 1926 година в Лерин:
| „ | 1) Забранява се от днес да се говори български език във всички обществени места, заведения, търговските сношения, срещите и събранията, увеселенията, обедите, сватбите и пр. 2) Налагаме на горните да говорят гръцки език. 3) Препоръчваме на всички власти – административни и военни, на държавните и частни чиновници да не приемат и дават сведения на друг език, освен гръцки. 4) Родители, учители, свещеници и настойници на малолетни, подканяме ви да изпълнявате патриотическия си дълг и ще ви считаме за отговорни за престъпленията на подведомствените ви 5) Който наруши тези заповеди ще се смята за предател на родината и ще бъде жестоко наказан от нашата организация, която беше създадена след последователни продължителни и задълбочени анализи на положението, и под мотото „Родината над всичко“. Тя [Организацията] има силата да наказва всеки, който не следва заповедите. | “ |

Веднага следъ бомбения „атентатъ“ въ Леринъ, се появи Гръцко-Македонския Юмрукъ, който си е сложилъ за цель да брани държавата противъ българскитѣ комити. Това сдружение се е създало подъ покровителството на гръцкото правителство съ цель да се застави, посрѣдствомъ непрестанни преследвания, българското население да емигрира. Това сѫ целите на създателитѣ ѝ, които сѫ наели една банда отъ 10-15 души, водени отъ кървожадния „капитанъ“ Стефанъ. Роденъ въ Битоля, Стефанъ е влахъ по националность. Въ 1916 г. при оттеглянето на българскитѣ войски отъ областьта, той заедно съ ренегата Бабунски, събралъ българскитѣ първенци отъ селата Пътеле, Соровичъ и Петърско: Попъ Петре, Дине Даскето, Лазо Мишевъ, Михалъ Зунковъ, Дине Газета, Коле Дочевъ, Пандо Канговъ, Доре Алилиомовъ, Георги Дичковъ, Христо Смиляйковъ, Стефо Бачевъ, Гого Бисеринъ, Лазо Траяновъ, Траянъ Траяновъ, Коле хаджи Мицовъ, Кочо Гюровъ, Коле Петрушановъ, Стоянъ Бачковъ, Кочо Бисеринъ, Ставре Стамковъ и др. и следъ като ги е малтретиралъ, ги завлѣкълъ въ планината, кѫдето ги избилъ. Роднинитѣ и близките сѫ могли да намерятъ труповетѣ, ужасно осакатени, само следъ нѣколко дена.
Сѫщия този бандитъ се отдаваше въ сѫщото време на грабежи надъ населението, което е трѣбвало да даде последното си парче злато, за да избѣгне рапресалитѣ му. Военнитѣ френски власти се бѣха страшно възмутили поради държанието на този жестокъ бандитъ, който бѣ осѫденъ. Но поради настояванията на гръцкото правителство, той бѣ опростенъ въ последния моментъ.
Това е Стефанъ. Самия Пангалосъ му е далъ пълна свобода да коли, да малтретира и да преследва населението въ Леринско. Така отъ месеци вече наредъ той броди отъ село на село: въ Каленикъ, Асаново, Пополжени, Неокази, Вощарени, Сетина, Крушоради, Клещина, Котори, Лесковецъ, Росенъ, Песотчница, Върбени, Кучковени, Борешница и др. Населението е подложено на систематични преследвания и нѣма на кого да се оплаче. Най-виднитѣ българи сѫ били избити (отъ горнитѣ села). Въ с. Лесковецъ на попъ Христо е била откѫсната брадата, а 3 жени (Минкова, Джолева и Пандева) и братъ му Митре, сѫ били жестоко бити. Мнозина е трѣбвало да побѣгнатъ отвъдъ границата.
По наши сведения даже сръбскитѣ гранични войници сѫ отвратени отъ този вандализъмъ и навлѣзли въ гръцка територия, опитвайки се да хванатъ „капитана“ (по посока на Крушоради), за да освободятъ населението. Но предупреденъ отъ една жена, „капитана“ успѣлъ да избѣга.
Това е въ общи черти положението създадено отъ Пангалосъ въ Леринско. До кога ще трае това? Само Богъ би могълъ да го каже...
На 31 октомврий подъ претекстъ, че търсятъ комити, войскови части и жандармерия, въорѫжени съ артилерия и картечници, сѫ претърсили селата Върбени, Пополжени, Арменоро, Петораци и др. и сѫ държали обсадното положение 3 дена. Следъ като обискирали най-старателно селата, видѣло се, че нѣма следа отъ „комитаджии“. Въпрѣки това обискитѣ сѫ били придружени отъ ужасни тормози. Арестуванитѣ сѫ били 30 въ Върбени и 41 въ Пополжени.
В отговор ЦК на ВМРО (в състав Иван Михайлов, Георги Попхристов и Александър Протогеров) през януари 1926 година взема решение за създаване на постоянна разузнавателна служба към ВМРО, която да следи всичко отнасящо се до революционната борба в Македония. За целта ръководителите на революционните окръзи на ВМРО, Задграничното представителство на ВМРО, и ръководствата на ММТРО и ММС са инструктирани да събират всякаква информация в България, Македония и цяла Европа. Околийските войводи на ВМРО трябва да водят точна статистика на чуждите военни части в районите си. Сериозно внимание се отделя и на ренегатите от ВМОРО, преминали на гръцка и сръбска служба.